# Індекс витрат на забезпечення зайнятості
Індекс витрат на забезпечення зайнятості (англ. Employment Cost Index) — індекс (1989 = 100) відображає зміну витрат на оплату праці без обліку міграції робочої сили з однієї галузі в іншу.

## Періодичність
Публікується щокварталу (в останній робочий день січня, квітня, липня й жовтня о 8:30 за E.T.) міністерством праці і містить дані за минулий квартал.

## Ступінь впливу на ринок
Високий. Вважається одним з найважливіших випереджальних індикаторів інфляції.

## Примітка
Найважливішою є відсоткова зміна в порівнянні з попереднім місяцем, хоча також розглядається і зміна за рік.